# آيت بوغروس (قصر السوق)
آيت بوغروس هو دُوَّار يقع بجماعة الخنك، إقليم الرشيدية، جهة درعة تافيلالت في المملكة المغربية. ينتمي الدوّار لمشيخة قصر السوق التي تضم 13 دوار. يقدر عدد سكانه بـ 32 نسمة حسب الإحصاء الرسمي للسكان والسكنى لسنة 2004.

## وصلات خارجية
- البوابة الوطنية للجماعات الترابية
- المندوبية السامية للتخطيط